# Yhdarl
Yhdarl je belgická kapela z města Mons založená na přelomu let 2006 a 2007 multiinstrumentalistou Olmo Lipanim (používajícím pseudonym Déhà) původně jako sóloprojekt. V letech 2010–2018 byla členkou kapely i francouzská zpěvačka a klávesistka Larvalis Lethæus.
Déhà čerpal inspiraci z drone metalových uskupení (Gravetemple, Sunn O))), Black Boned Angel, Corrupted, Monarch!, Khanate, …), depressive/suicidal black metalových kapel (Shining, Hypothermia, Trist, …) a dalších hudebních stylů. Při komponování zval ke spolupráci hosty–hudebníky jako např. Cadavre, .selv., Abalonka, Schabe, Old, Daniel Neagoe, Todor Krasimirov, Yavor Dimov atd.

## Diskografie
Demo nahrávky
- Demo Session - I - Doomsday's Beginning (2008)
- Demo Session - II - Rotten Sonata in A minor (2008)
- Demo Session - III - Beautiful Mental Plague (2009)
- Demo Session - IV - Мать Россия (2010)
- Demo Session - V - Karnaleïos (2011)
- Demo Session - VI - Rebirth Ritual in C minor (2013)
- Demo Session - VII - Instinct in Two Movements (2014)
- Demo Session - VIII - Und so beginnt es (2015)
- Demo Session - IX - Flesh Ritual (2017)
- Demo Sessions - XI - Black Sun (2022)
- Demo Sessions - XII - Transcendance Through Captivity (2022)

Studiová alba
- Drone Nightmares - I - Endless Mental Wounds (2007)
- Humainly Sick (2008)
- Drone Nightmares - II - Buried Burnt Earth (2009)
- The Essence (2009)
- Ave Maria (2011)
- Ave Maria (Bonus CD) (2011)
- The Essence II (2012)
- Antithesis (2017)
- Loss (2018)[1]
- Morbus (2019)
- Drone Nightmares - III - Immurement (2020)
- Und so endet es (2021)
- Drone Nightmares - IV - Decay (2022)

EP
- A Prelude to the Sickness (2007)
- Ø (2008)
- Ø² (2008)
- Splits & Solo Tracks (2009)
- A Prelude to the Great Loss (2016)

Živá alba
- Live at Brutal Assault 2017 / Ambient Black Lodge (2019)

Kompilační alba
- Counting Seconds (2009)

Kolaborační alba
- Debris (2021)

Split nahrávky
- Despair Desolation Destruction (2009) – 3way split kapel Yhdarl, Abyssed a Bleak Emptiness
- Across Death... Through Pain (2010) – split CD se srílanskou kapelou Plecto Aliquem Capite
- Yhdarl / Zebulon Kosted (2014) – split CD s americkou kapelou Zebulon Kosted